# 조니 버넷

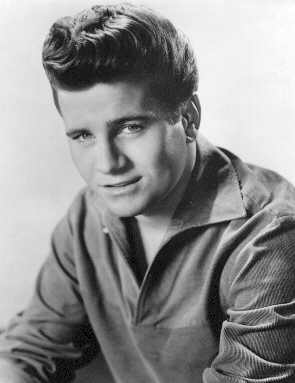

존 조셉 "조니" 버넷(John Joseph "Johnny" Burnette, 1934년 3월 25일 ~ 1964년 8월 14일)은 미국의 로커빌리, 팝 싱어송라이터다. 1952년 형 도시 버넷, 친구 폴 벌리슨과 일후 록 앤 롤 트리오로 이름되는 밴드를 조직했다.
1980년대의 로커빌리 가수 로키 버넷의 부친되는 사람이다.